# Slobodan Novaković
Slobodan Novaković (ur. 15 października 1986 w Suboticy) – serbski piłkarz występujący na pozycji obrońcy. Od 2016 jest zawodnikiem Spartaka Subotica.